# Contea di Bucks
La contea di Bucks (in inglese Bucks County) è una contea dell'area orientale dello Stato della Pennsylvania negli Stati Uniti. La contea fa parte dell'area metropolitana di Filadelfia. Il capoluogo di contea è Doylestown.

## Geografia fisica
La contea si trova nella parte sud-orientale dello Stato, al confine con il New Jersey. Il confine est è delimitato dal fiume Delaware. Nel nord si trova la Lehigh Valley. Il territorio compreso tra Philadelphia e Trenton (New Jersey) si trova nella pianura costiera atlantica; è pianeggiante e vicino al livello del mare ed è l’area più popolata e industrializzata della contea. Il territorio è prevalentemente pianeggiante essendo costituito in larga parte dalla riva destra della valle del fiume Delaware. Nell'area centrale ha origine il Neshaminy Creek, che scorre verso sud per sfociare nel fiume Delaware a Bristol. L'area settentrionale è collinosa. In quest'area è situato il lago artificiale Nockamixon alimentato dalle acque del Tohickon Creek che, scorrendo verso est, sfocia nel Delaware. Nella stessa area ha origine il Perkiomen Creek, che scorre verso occidente.
Il capoluogo di contea è la cittadina di Doylestown, posta nell'area centrale.

### Contee confinanti[4]
- Contea di Northampton - nord
- Contea di Warren (New Jersey) - nord-est
- Contea di Hunterdon (New Jersey) - nord-est
- Contea di Mercer (New Jersey) - est
- Contea di Burlington (New Jersey) - est
- Contea di Filadelfia - sud-ovest
- Contea di Montgomery - ovest
- Contea di Lehigh - ovest

## Storia

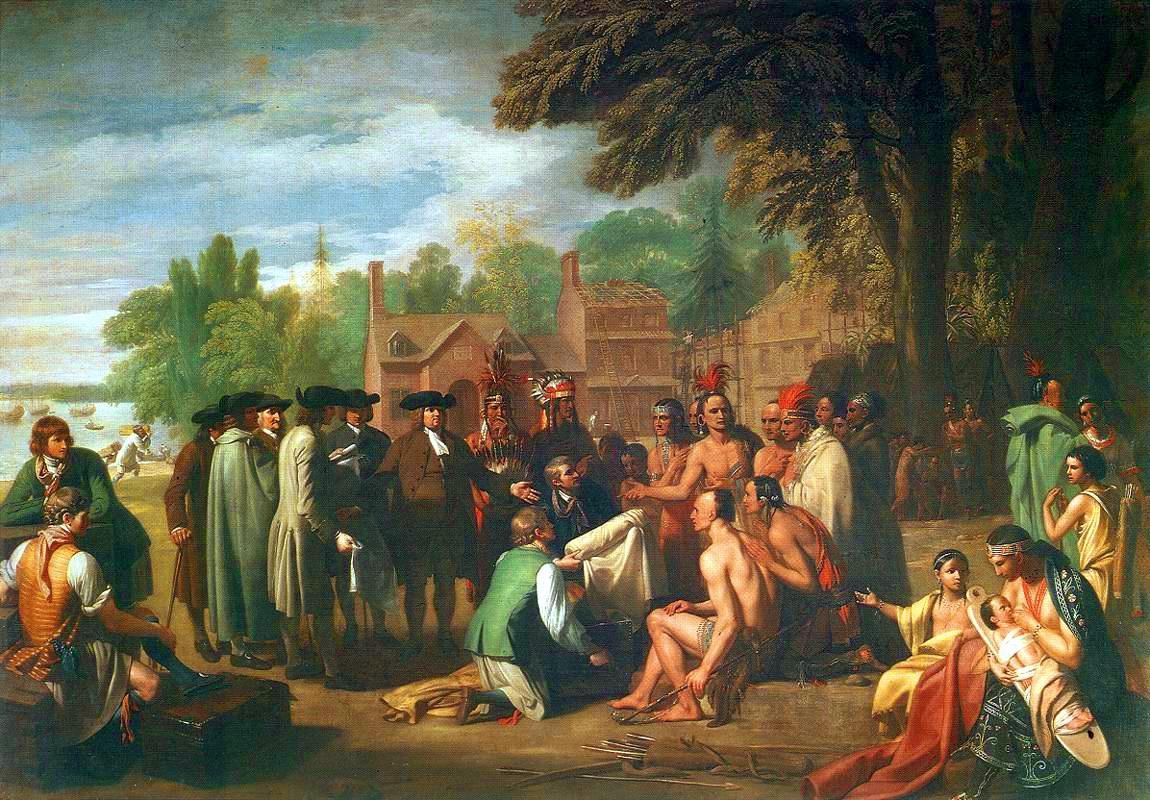
La contea nacque su iniziativa di William Penn."Trattato di William Penn con gli indiani". Dipinto di Benjamin West del 1772.

Il popolo Lenni Lenape abitava l’area prima dell’arrivo degli europei. Nel 1640 gli svedesi acquistarono parte dell'area dai Lenape, e un piccolo gruppo di coloni svedesi iniziò a costruire case di tronchi nella regione. Nel luglio del 1682, William Penn acquistò altre terre dai Lenape.
La contea è una delle prime tre contee originarie dello Stato, essendo stata istituita nel 1682. Il nome deriva da quello della contea del Buckinghamshire in Inghilterra, da cui proveniva William Penn, il fondatore della colonia quacchera della Pennsylvania. Di conseguenza molti dei nomi adottati nella contea derivano dal Buckinghamshire. La città di Bristol fu il primo capoluogo di contea dal 1705 al 1726 quando la sede venne spostata a Newtown. Nel 1752 la contea assunse i confini attuali.
Nel dicembre del 1776 l'esercito di George Washington preparò dalla contea l'attacco all'esercito inglese a Trenton. Nel giorno di natale del 1776 Washington attraversò con le truppe il Delaware e attaccò a sorpresa Trenton. Levittown fu costruita a partire dal 1951 come una città modello progettata e realizzata da William Levitt da cui prese il nome.

## Comuni

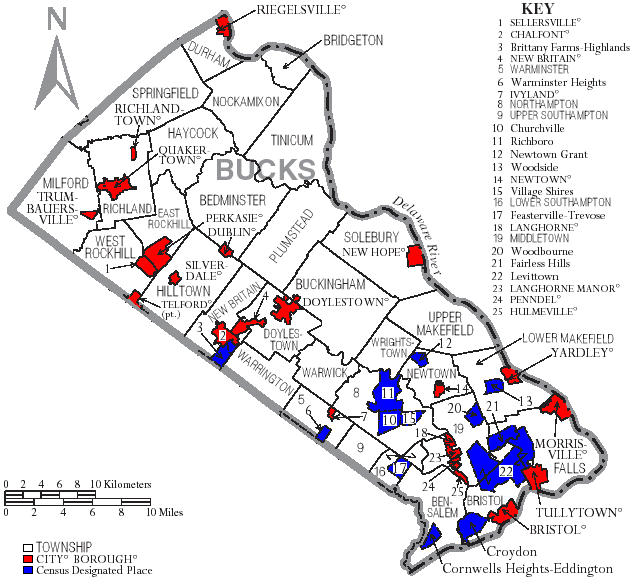
Cartina della Contea di Bucks con la suddivisione amministrativa

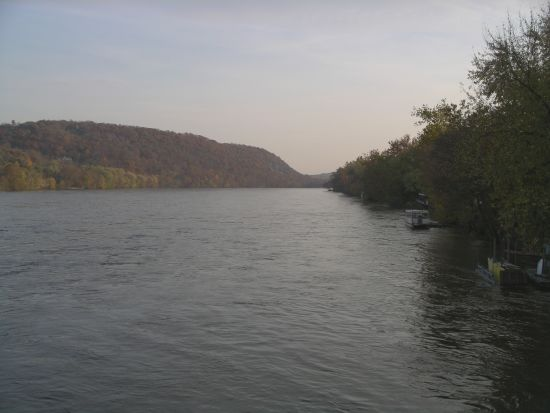
Il fiume Delaware a New Hope

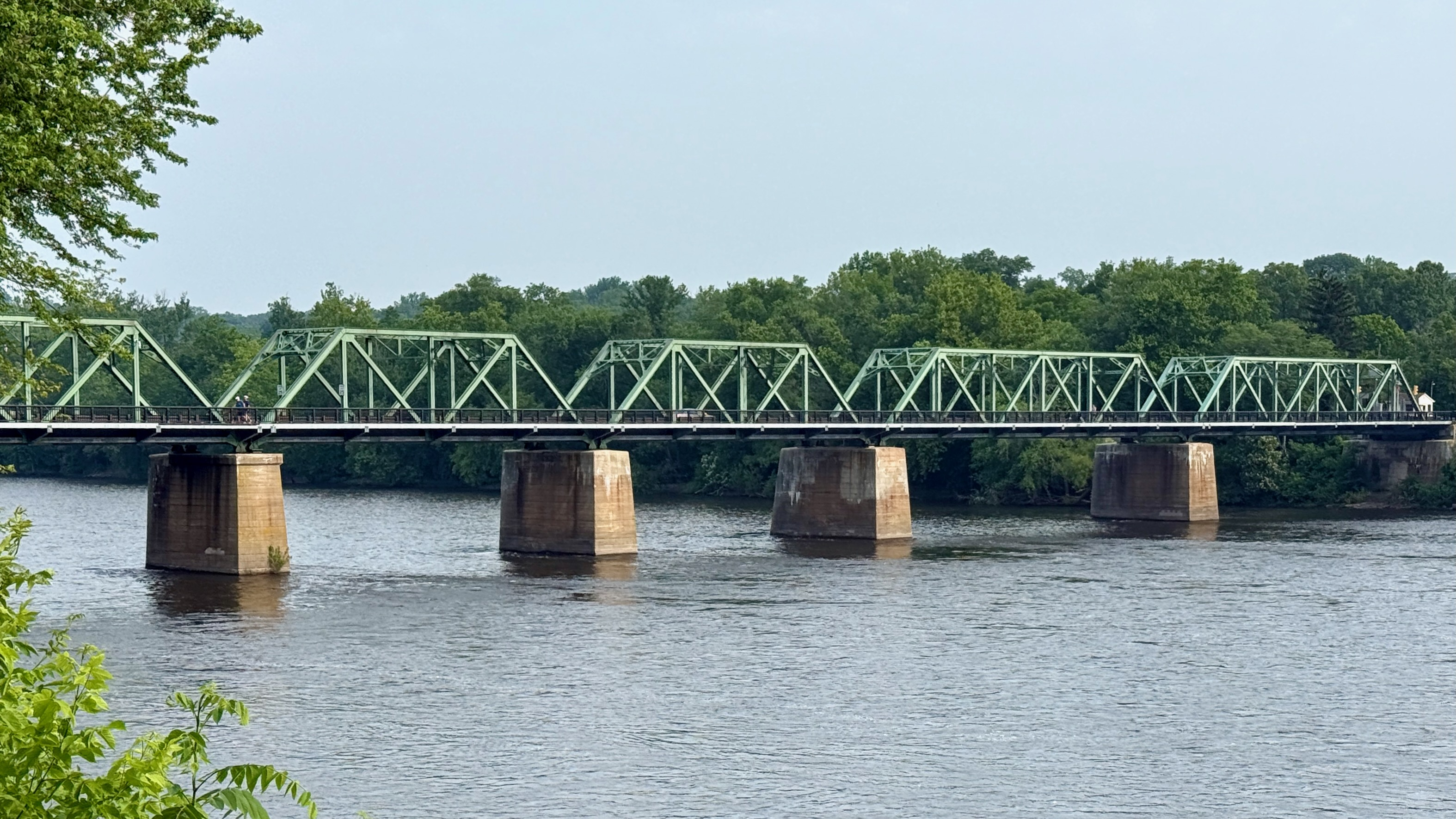
Il ponte sul fiume Delaware che collega la Solebury Township con Stockton in New Jersey visto dalla sponda della contea di Bucks.

### TownshipeBorough[5]
| - Bedminster - township - Bensalem - township - Bridgeton - township - Bristol - borough - Bristol Township - township - Buckingham - township - Chalfont - borough - Doylestown - borough - Doylestown Township - township - Dublin - borough - Durham - township - East Rockhill - township - Falls - township - Haycock - township - Hilltown - township - Hulmeville - borough - Ivyland - borough - Langhorne - borough - Langhorne Manor - borough - Lower Makefield - township - Lower Southampton - township - Middletown - township - Milford - township - Morrisville - borough - New Britain - borough - New Britain Township - township - New Hope - borough - Newtown - borough - Newtown Township - township - Nockamixon - township - Northampton - township - Penndel - borough - Perkasie - borough - Plumstead - township - Quakertown - borough - Richland - township - Richlandtown - borough - Riegelsville - borough - Sellersville - borough - Silverdale - borough - Solebury - township - Springfield - township - Telford - borough - Tinicum Township - township - Trumbauersville - borough - Tullytown - borough - Upper Makefield - township - Upper Southampton - township - Warminster - borough - Warrington - township - Warwick - township - West Rockhill - township - Wrightstown - township - Yardley - borough |

### CDP
| - Brittany Farms-The Highlands - Churchville - Cornwells Heights - Croydon - Eddington - Fairless Hills - Feasterville - Levittown - Milford Square - Newtown Grant - Plumsteadville - Richboro - Spinnerstown - Trevose - Village Shires - Warminster Heights - Woodbourne - Woodside |